# Durgerdammerdijk
De Durgerdammerdijk is een dijk en straat in het dorp Durgerdam in Amsterdam-Noord. Het dorp ligt als lintbebouwing langs de dijk.
De Durgerdammerdijk is een deel van de Waterlandse Zeedijk, die in de voormalige gemeente Ransdorp lag.
Westelijk heet deze voormalige zeedijk de Schellingwouderdijk; noordoostelijk is de naam Uitdammerdijk.
Waar de Durgerdammerdijk in de Uitdammerdijk overgaat ligt buitendijks de polder IJdoorn, tegenwoordig grotendeels natuurgebied.